# Білашівська сільська рада (Острозький район)
Білаші́вська сільська́ ра́да — колишній орган місцевого самоврядування в Острозькому районі Рівненської області. Адміністративний центр — село Білашів.

## Загальні відомості
- Білашівська сільська рада утворена в 1940 році.
- Територія ради: 37,65 км²
- Населення ради: 1 232 особи (станом на 2001 рік)

## Населені пункти
Сільській раді були підпорядковані населені пункти:
| Назва         | Населення |
| ------------- | --------- |
| с. Білашів    | 454       |
| с. Дерев'янче | 258       |
| с. Радужне    | 117       |
| с. Точевики   | 403       |
|               | 1 232     |

## Склад ради
Рада складалася з 14 депутатів та голови.
- Голова ради: Шевчук Микола Миколайович
- Секретар ради: Цилінська Галина Володимирівна

### Керівний склад попередніх скликань
| Прізвище, ім'я, по батькові | Основні відомості                                                                                   | Дата обрання | Дата звільнення |
| --------------------------- | --------------------------------------------------------------------------------------------------- | ------------ | --------------- |
| Шевчук Микола Миколайович   | Сільський голова, 1964 року народження, освіта середня спеціальна                                   | 26.03.2006   | 31.10.2010      |
| Шевчук Микола Миколайович   | Сільський голова, 1964 року народження, освіта середня спеціальна, член Української Народної Партії | 31.10.2010   |                 |

Примітка: таблиця складена за даними сайту Верховної Ради України